# Bertil Ohlin
Bertil Gotthard Ohlin (23. dubna 1899 Klippan – 3. srpna 1979 Vålådalen) byl švédský ekonom a politik. Mezi lety 1929 a 1965 působil jako profesor ekonomie na Stockholmské škole ekonomie. V letech 1944–1965 byl také předsedou sociálně–liberální Liberální lidové strany, která v té době byla největší stranou v opozici úřadujícím Sociálním demokratům. Krátce byl také ministrem zahraničních věcí.
Ohlin spolu s Elim Heckscherem vytvořil Heckscher–Ohlinův model, což je jeden z matematických modelů mezinárodního volného obchodu. V roce 1977 spolu s Jamesem Meadem získal Cenu Švédské národní banky za rozvoj ekonomické vědy na památku Alfreda Nobela za „průkopnický příspěvek k teorii mezinárodního obchodu a pohybu mezinárodního kapitálu“.

## Odkazy

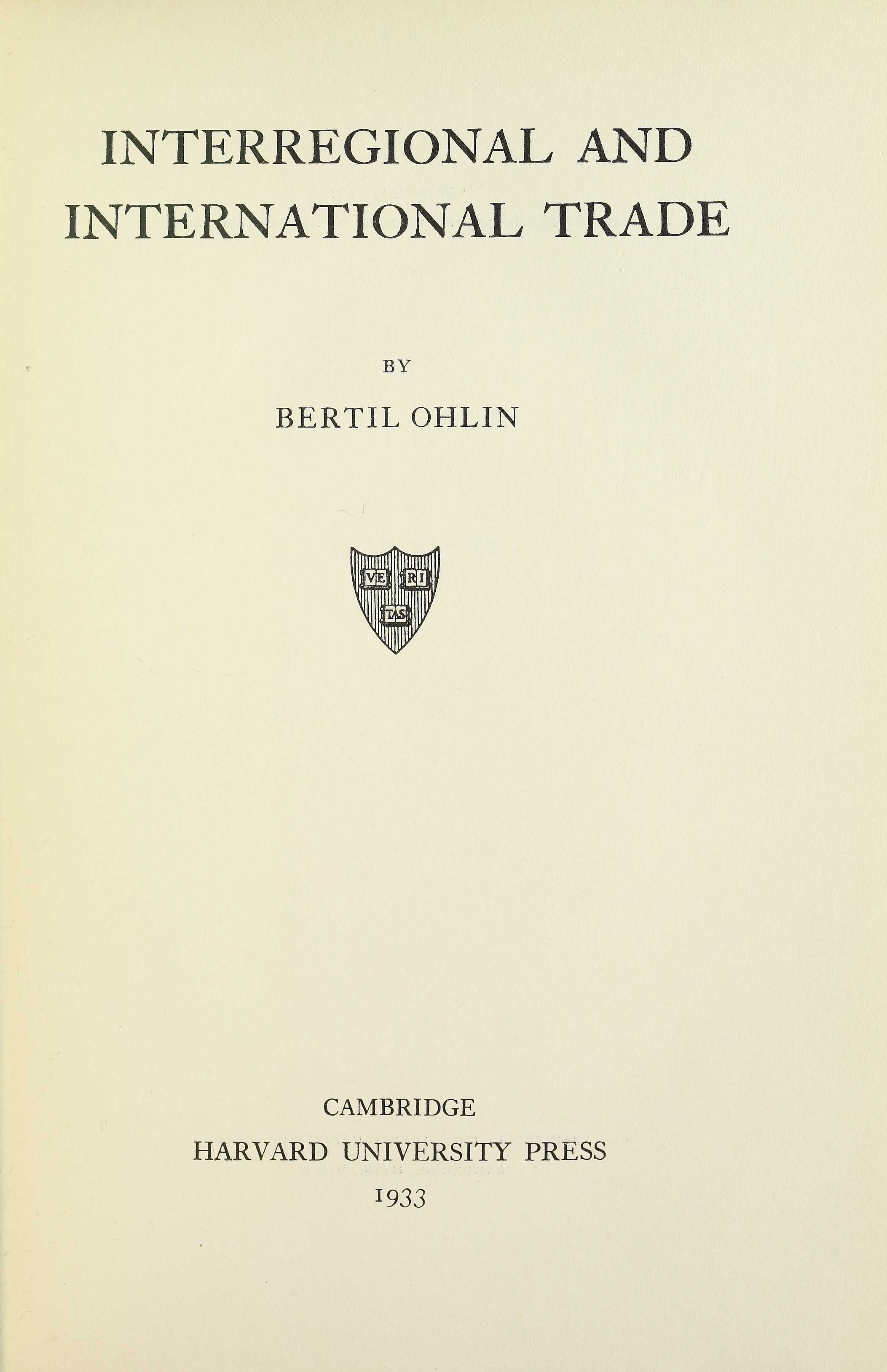
Interregional and international trade, 1933